# Samuel White Baker
 Sir Samuel White Baker  (Londres, 8 de juny de 1821 - Devon, 30 de desembre de 1893) va ser un explorador britànic, naturalista, caçador, enginyer, escriptor i abolicionista. També va ostentar els títols de Pachá i General a l'Imperi Otomà. Va exercir com a Governador General de la zona del Nil equatorial (avui sud del Sudan i zona nord d'Uganda) entre l'abril de 1869 i agost de 1873, durant la dominació otomana d'Egipte, establint la província de Equatoria.
Se'l recorda principalment per les seves gestes com caçador a Àsia, Àfrica, Europa i Amèrica del Nord i com explorador del riu Nil. A Gondokoro va conèixer Speke i Grant, que, després de descobrir les fonts del Nil, estaven seguint el riu fins a Egipte ell va continuar cap a l'interior d'Àfrica central fins a descobrir el Llac Albert.
Baker també va ser un prolífic escriptor, va deixar un nombre considerable de llibres i articles publicats. Era un amic íntim de Rei Eduard VII, que, com a Príncep de Gal les, va visitar a Baker a Egipte. Altres de les seves notables amistats va ser amb exploradors com Henry Morton Stanley, Roderick Murchison, John Hanning Speke i James Augustus Grant, amb el gobernandor d'Egipte, el Pachá Ismail El Magnífic, el General charles George Gordon i el Maharajá Duleep Singh.